# Neothyone
Neothyone är ett släkte av fjärilar. Neothyone ingår i familjen björnspinnare.
Kladogram enligt Catalogue of Life:
| Neothyone | \| \| Neothyone schistaceoplagiata \| \| \| \| \| \| Neothyone xanthaema \| \| \| \| |
|           | \| \| Neothyone schistaceoplagiata \| \| \| \| \| \| Neothyone xanthaema \| \| \| \| |
|           | Neothyone schistaceoplagiata                                                         |
|           |                                                                                      |
|           | Neothyone xanthaema                                                                  |
|           |                                                                                      |